# سكوتي ويلبيكين
سكوتي ويلبيكين (بالإنجليزية: Scottie Wilbekin)‏ مواليد 5 أبريل 1993 في غينزفيل، هو لاعب كرة سلة محترف أمريكي بدأ مسيرته الاحترافية في سنة 2014 ويحمل الرقم 2. يبلغ طوله 6 قدم 2 بوصة (1.9 م). يلعب حاليا في الدوري التركي لكرة السلة. لعب سابقا مع كيرنز تيبانز في الدوري الأسترالي.

## روابط خارجية
- سكوتي ويلبيكين على موقع الدوري الأوروبي لكرة السلة (الإنجليزية)
- سكوتي ويلبيكين على موقع سبورتس رفرنس (الإنجليزية)
- سكوتي ويلبيكين على موقع كرة السلة الأوروبية.كوم (الإنجليزية)
- سكوتي ويلبيكين على موقع كلية كرة السلة في سبورتس رفرنس.كوم (الإنجليزية)
- سكوتي ويلبيكين على موقع ريلجم (الإنجليزية)
- سكوتي ويلبيكين على موقع بروبوليرز (الإنجليزية)
- سكوتي ويلبيكين على موقع سبورتس رفرنس (الإنجليزية)